# Uloborus montifer
Uloborus montifer es una especie de araña araneomorfa del género Uloborus, familia Uloboridae. Fue descrita científicamente por Marples en 1955.
Habita en Samoa.